# Гарольд (циклон)
Циклон «Гарольд» (англ. Cyclone Harold) — потужний тропічний циклон, який спричинив масштабні руйнування на Соломонових Островах, Вануату, Фіджі та Тонга в квітні 2020 року. Це був перший тропічний циклон 5 категорії у 2020 році.
Гарольд був першим сильним тропічним циклоном 5 категорії, який стався в південно-тихоокеанському басейні після циклону Гіта в 2018 році, а також був другим найсильнішим тропічним циклоном, який коли-небудь впливав на Вануату, після циклону Пем у 2015 році. Загалом загинули 28 людей на Соломонових островах, 2 загинули у Вануату та 1 загинув на Фіджі.

## Наслідки

### Соломонові Острови
Після того, як 2 квітня Гарольд переріс у тропічний циклон, метеорологічна служба Соломонових Островів видала попередження про тропічний циклон для всієї острівної держави. Вони попередили, що система, як очікується, спричинить шквальний вітер, сильні дощі та хвилі 2–4 метри (6,6–13,1 футів) і прибережні повені над островами. У результаті SIMS закликала морських мандрівників розглянути можливість вжиття заходів для забезпечення своєї безпеки та порадила водіям бути надзвичайно обережними під час подорожей. Королівська поліція Соломонових островів рекомендувала бути підвищеною обережністю пасажирам і морякам.
Приблизно від 100 000 до 150 000 людей на Соломонових Островах постраждали вітру та дощу. За даними Національного оперативного центру з надзвичайних ситуацій, зруйновано 57 будинків, ще 20 пошкоджено. Падіння дерев і гілок у Хоніарі призвело до масових відключень електроенергії. Національна реферальна лікарня в Хоніарі була серед будівель, які постраждали від знеструмлення. Деякі повалені дерева пошкодили будівлі та заблокували дороги. Школа для глухих Сан-Ісідоро поблизу Хоніари була серйозно пошкоджена, втративши дах. Сильні дощі затопили шосе Кукум у Хоніарі. [38]Розбухлий від дощів потік вимив 3-метровий (9,8 футів) сегмент мосту, що з’єднує частину північно-західного Гуадалканалу з Хоніарою. Десятки сімей були змушені залишити свої будинки на Гуадалканалі. Повінь і повалені дерева також завдали шкоди будівлям у провінціях Реннелл і Беллона.
У ніч на 2 квітня пором MV Taimareho зіткнувся з неспокійним морем і поривами до 80 км/год (50 миль/год), створеними Гарольдом у затоці Айронботтом, коли він прямував із Тайву до Айарай у Західному Аре в провінції Малайта. Судно було відправлено для евакуації жителів Малайти з Хоніари як запобіжний захід, хоча попередження фактично рекомендували кораблям залишатися в порту. Двадцять сім із 738 пасажирів були викинуті хвилями за борт і вважаються мертвими; Пізніше Таймарехо знайшов притулок у гавані Су'у в провінції Малаїта. Літаки та кораблі були відправлені для пошуку вцілілих на площі понад 1000 км 2 (390 квадратних миль). Рятувальні роботи спочатку ускладнювалися через несприятливі умови; один рятувальний вертоліт не міг полетіти, оскільки його другий пілот був на карантині. Два тіла були знайдені біля південного шару провінції Малаїта, локалізуючи область пошуку; Станом на 8 квітня 2020року знайдено сім тіл. Уряд Соломонових Островів розпочав два розслідування морського інциденту, включаючи офіційне розслідування, проведене Адміністрацією безпеки на морі Соломонових Островів, і кримінальне розслідування. Щонайменше два кораблі були викинуті на берег штормом. Сильні дощі з Гарольда вимили більшу частину рівнин на Гуадалканалі, знизивши продовольчу безпеку регіону. Уряд Австралії пожертвував 60 000 доларів США на допомогу Соломоновим Островам.